# Frederikke af Hannover
Frederikke af Hannover (tysk: Friederike; græsk: Φρειδερίκη) (18. april 1917 – 6. februar 1981) var en tyskfødt prinsesse af Braunschweig, der var dronning af Grækenland fra 1947 til 1964 som hustru til kong Paul 1. Hun var oldebarn af Christian 9. af Danmark.
Frederikke var datter af Hertug Ernst August af Braunschweig, søn af prinsesse Thyra af Danmark, som var datter af Christian 9. af Danmark, og Viktoria Luise af Preussen, der selv var datter af Kejser Wilhelm 2. af Tyskland. Hun blev gift med den senere Kong Paul 1. af Grækenland i 1938. Paul 1. var også efterkommer (oldebarn) af Christian 9, som var far til hans farfar. Efter at have tilbragt årene under Anden Verdenskrig i eksil, blev hun blev dronning af Grækenland ved sin svigerfader, Kong Georg 2. af Grækenlands død i 1947.
Frederikke blev enkedronning ved Kong Paul 1.'s død i 1964. Hun levede i eksil fra 1967 og døde i Madrid i 1981.

## Tidlige liv
Frederikke blev født den 18. april 1917 i Blankenburg i Hertugdømmet Braunschweig i Det Tyske Kejserrige. Hun var det tredje barn og den eneste datter af Hertug Ernst August af Braunschweig og Viktoria Luise af Preussen, der selv var den eneste datter af Kejser Wilhelm 2. af Tyskland og Augusta Viktoria af Slesvig-Holsten. Gennem sin morfar var Frederikke oldebarn af Kejser Frederik 3. af Tyskland og Victoria af Storbritannien, ældste datter af dronning Victoria af Det Forenede Kongerige og Prins Albert af Sachsen-Coburg og Gotha. Frederikke var dermed en fjern slægtning til dronning Elizabeth II af Storbritannien og prins Philip, hertug af Edinburgh. Som efterkommer af Georg 3. af Storbritannien var hun ved fødslen nr. 34 i den britiske tronfølge. I familien var hun kendt som Freddie. Som datter af en hannoveransk prins blev hun født med titlerne Prinsesse af Hannover, Storbritannien og Irland og Hertuginde af Braunschweig og Lüneburg.
Både hendes far og morfar blev i lighed med de øvrige tyske fyrster tvunget til at abdicere, da monarkierne blev afskaffet i Tyskland ved Novemberrevolutionen i 1918 umiddelbart før afslutningen af Første Verdenskrig, hvilket også påvirkede prinsesse Frederikkes stilling. I 1919 mistede hun også sine britiske titler som en konsekvens af Titles Deprivation Act fra 1917, som bemyndigede Storbritanniens fjender under Første Verdenskrig til at få frataget deres britiske titler.
I 1934 bad Adolf Hitler, i et forsøg på at knytte det britiske kongehus til Tyskland, om, at Frederikkes forældre skulle sørge for at arrangere et ægteskab mellem deres sytten-årige datter og den britiske tronfølger fyrsten af Wales. I sine erindringer beskrev Frederikkes mor, at hun og hendes mand var "knust", og en sådan mulighed "aldrig var faldet os ind". Viktoria Luise selv var før sit ægteskab engang blevet betragtet som en potentiel brud for den samme person. Desuden var aldersforskellen for stor (fyrsten af Wales var treogtyve år ældre end Frederikke), og hendes forældre var uvillige til at "lægge et sådant pres" på deres datter.

## Ægteskab
I 1936 havde kronprins Paul af Grækenland friet til hende i Berlin, hvor han var for at se Sommer-OL 1936. Prins Paul var en søn af kong Konstantin 1. af Grækenland og Frederikkes grandtante Sophie af Preussen, søster til kejser Wilhelm 2. af Tyskland. Som følge heraf var Prins Paul hendes mors fætter, og han var også hendes halvfætter, da de begge var oldebørn af Christian 9. af Danmark. Deres forlovelse blev annonceret den 28. september 1937, og den 9. januar 1938 blev de gift i Metropolis-katedralen i Athen.
Tidligt i deres ægteskab boede de i Villa Psychiko i Psychiko, en forstad til Athen. Ti måneder efter brylluppet blev deres første barn født den 2. november 1938: Sofia, den kommende dronning Sofia af Spanien. Den 2. juni 1940 blev deres søn og senere tronarving, Konstantin, født.

## Krig og eksil
I april 1941 under 2. verdenskrig blev den græske kongefamilie evakueret til Kreta i en Sunderland flyvebåd. Kong Georg 2. af Grækenland og resten af familien drog i eksil i Sydafrika. Her fødte Frederikke sit sidste barn, Prinsesse Irene, den 11. maj 1942. Den sydafrikanske leder, general Jan Smuts, var hendes gudfar.
Kort efter angreb de tyske styrker Kreta. Frederikke og hendes familie blev evakueret igen og oprettede et eksilkontor i London. Familien flyttede til Egypten i februar 1944.
Ved afslutningen af Anden Verdenskrig trak Nazi-Tyskland sig gradvist ud af Grækenland i 1944. Mens hovedparten af de eksilerede grækere kunne vende tilbage til deres land, måtte Frederikke og hendes familie forblive i landflygtighed på grund af den stigende republikanske opposition i hjemlandet. Den 1. september 1946 besluttede det græske folk ved folkeafstemning at genindsætte Georg 2. på tronen, og da vendte også Prins Paul og Prinsesse Frederika tilbage til Grækenland med deres børn.

## Dronning
Den 1. april 1947 døde Georg 2. og Frederikkes mand besteg tronen som Paul 1. med hende som dronning. Kommunistisk politisk ustabilitet i Nordgrækenland førte til Den græske borgerkrig. Kongen og dronningen tog i sommeren 1947 rundt i det nordlige Grækenland for at appellere til loyalitet. Borgerkrigen var præget af grusomme overgreb fra begge sider, både på modpartens styrker og på civilbefolkningen, og satte, sammen med 2. verdenskrig, Grækenland mange år tilbage økonomisk og medførte en høj grad af polarisering og politisk instabilitet i de efterfølgende årtier. Den græske borgerkrig sluttede i august 1949.
Kongeparret søgte at styrke monarkiet ved at tage på officielle besøg til marskal Josip Broz Tito i Beograd, præsidenterne Luigi Einaudi i Italien i Rom Theodor Heuss i Vesttyskland, Bechara El Khoury af Libanon, kejser Haile Selassie 1. af Etiopien, Chakravarthi Rajagopalachari af Indien, dronning Elizabeth 2. af Storbritannien og til USA som gæst hos præsident Dwight D. Eisenhower. Både i Grækenland og i udlandet blev dronning Frederikke angrebet af oppositionen, fordi hun som pige havde været medlem af forbundet Bund Deutscher Mädel, svarende til Hitlerjugend. Hendes tilhængere hævdede, at medlemskab var obligatorisk i Nazityskland. Selv efter Anden Verdenskrig lagde Frederikke ikke skjul på sine ultranationalistiske sympatier ved fx at omgås gamle nazi-kollaboratører.
En artikel den 16. november i LIFE var fra et af de mange statsbesøg. Hun var også på forsiden af Time Magazine. Den 14. maj 1962 blev hendes ældste datter Sofia gift med prins Juan Carlos af Spanien, (senere kong Juan Carlos 1. af Spanien) i Athen.

## Enkedronning
Den 6. marts 1964 døde konge Paul af kræft, og deres søn kom på tronen som Konstantin 2.. Frederike blev enkedronning, men fortsatte med at regere. Da hendes søn blev gift med Prinsesse Anne-Marie af Danmark den 18. september 1964, trådte Frederikke tilbage og overlod størstedelen af sine officielle opgaver til den nye dronning. Men hun fortsatte uofficielt. Den unge konge viste sig ikke at være særlig demokratisk og var domineret af sin konservative mor, som i realiteten tog magten. Hendes intriger var medvirkende til militærkuppet i 1967.

## Eksil
Kong Konstantins sammenstød med premierminister Georgios Papandreou medførte den destabilisering, der førte til militærkup den 21. april 1967. Kong Konstantin samarbejdede med militærdiktaturet og godkendte en royalistisk premierminister. Senere samme år forsøgte han et modkup for at genoprette demokratiet, men det tvang ham i eksil. Nu udpegede juntaen en anden regent.
Den 1. juni 1973 afskaffede juntaen det græske monarki og søgte at legitimere det gennem en folkeafstemning i 1973; den var mistænkt for at være manipuleret. Det nye statsoverhoved blev præsidenten Georgios Papadopoulos.
Diktaturet sluttede den 24. juli 1974, men et monarki blev aldrig genoprettet. En folkeafstemning blev afholdt. Kong Konstantin førte valgkamp fra udlandet og indrømmede sine fejl og lovede at støtte demokratiet og især at holde sin mor væk fra Grækenland og græsk politik. 70% stemte for en republik.

## Senere liv
Dronning Frederikke døde den 6. februar 1981 i eksil i Madrid under en øjenoperation. Hun blev begravet på den kongelige gravplads ved Tatoi, den græske kongefamilies gravsted ved slottet Tatoi nord for Athen, hvor en stor del af kongefamiliens medlemmer ligger begravet. Hendes søn og hans familie fik lov til at deltage i begravelsen, men måtte straks efter forlade landet.

## Eksterne links
- Wikimedia Commons har flere filer relateret til Frederikke af Hannover
- Begravningssteder av græske konger og dronninger Arkiveret 2. april 2017 hos  Wayback Machine
- Friederike på hjemmesiden Die Welfen Arkiveret 26. juni 2015 hos  Wayback Machine (tysk)

| Frederikke af HannoverHuset HannoverSidelinje af Huset WelfFødt: 18. april 1917 Død: 6. februar 1981 |                                                    |                                      |
| Kongelige og fyrstelige titler                                                                       |                                                    |                                      |
| Foregående: Elisabeth af Rumænien                                                                    | Hellenernes Dronning 1. april 1947 – 6. marts 1964 | Efterfølgende: Anne-Marie af Danmark |